# Premiul Palm Dog
Premiul Palm Dog, adesea doar Palm Dog este un premiu anual alternativ prezentat de Federația Internațională a Criticilor de Film în timpul Festivalului de film de la Cannes. 
Inițiat în 2001 de Toby Rose, premiul este acordat pentru cea mai bună performanță canină (de grup sau individuală, reală sau animată).
Premiul constă dintr-o lesă pentru câini pe care este înscris cu majuscule „PALM DOG”. Numele dat premiului este evident un joc de cuvinte amintind de premiul cel mai prestigios al festivalului, Palme d'Or.

## Istoric
Acordat prima dată în iunie 2002, Premiul Palm Dog a fost mediatizat în jurul lumii, incluzândperiodice precum Financial Times Deutschland, Sydney Morning Herald, The New York Times, the BBC, the Los Angeles Times, și canalul de televiziune ABC News. În 2012 jurații pentru Palm Dog fuseseră The Times prin criticul de film Kate Muir, The Daily Telegraph's prin Robbie Collin, The Guardian's prin Peter Bradshaw și revista Heat's prin Charles Gant.

## Câștigători
Nominalizații și câștigătorii premiului Palm Dog sînt prezentați cronologic. Câștigătorii sunt prezentați în litere îngroșate. 
2001 
- Otis din filmul The Anniversary Party, regizor Jennifer Jason Leigh,
- Leo ca Delgado din filmul Large,

2002 
- Tähti ca Hannibal din filmul The Man Without a Past,
- Jack Russell Sonny (sau George) din filmul Mystics,

2003 
- Moses din filmul Dogville,
- Bruno din filmul The Triplets of Belleville,

2004 
- All dogs din filmul Mondovino,
- Câinele acrobat din Life Is a Miracle,

2005 
- Bruno din The Cave of the Yellow Dog,
- Terierul fidel din The Adventures of Greyfriars Bobby,

2006 
- Mops din filmul Marie Antoinette,
- Schumann, un câine Riesenschnauzer, din Pingpong,

2007 
Pentru prima dată Premiul Palm Dog a fost acordat ambilor nominalizați:
- All strays dogs din Mid Road Gang,
- Yuki din  Persepolis,

2008 
Pentru prima dată Premiul Palm Dog a fost acordat în unanimitate:
- Lucy din filmul Wendy and Lucy
- Un premiu special al juriului a fost acordat câinelui Molly din O' Horten.

2009 
- Dug din Up, un film de animație,
- Talking fox in Antichrist,
- Black poodle in Inglourious Basterds,

2010 
- Boss din filmul Tamara Drewe
- Un premiu special al juriului a fost acordat câinelui Vuk din filmul Le Quattro Volte.

2011 
- Uggie din filmul The Artist
- Un premiu special al juriului a fost acordat câinelui Laika din filmul Le Havre.

2012
- Banjo și Poppy din Sightseers,
- Un premiu special al juriului a fost acordat câinelui Billy Bob din filmul Le Grand Soir

2013
- Baby Boy din filmul Behind the Candelabra

2014
- Întregii distribuții canined din filmul White God

2015
- Lucky the Maltipoo din filmul Arabian Nights
- Marele Premiu al juriului – cBob from The Lobster
- Palm DogManitarian award – I Am a Soldier

2016
- Nellie din Paterson
- Jacques din In Bed with Victoria
- Premiul Palm DogManitarian – Ken Loach